# Бессетт, Луиза
Луиза Бессетт (фр. Louise Bessette) — современная канадская академическая пианистка и музыкальный педагог, специализирующаяся на исполнении современной классической музыки. Победитель канадских и международных конкурсов, лауреат премии «Опус» от Совета Квебека по музыке как исполнитель года (1997, 2010, 2015) и Премии генерал-губернатора (2019), член ордена Канады (2001), офицер Национального ордена Квебека (2005).

## Биография
Начала учиться музыке в пять лет. С 1971 по 1980 год занималась в Квебекской консерватории в Монреале у Жоржа Савариа и Рауля Сосы; за время учебы удостоена пяти первых призов в консерваторских конкурсах, в том числе по камерной музыке (1979) и по классу фортепиано (1980). В 1980—1982 годах продолжала обучение в Нью-Йорке у Юджина Листа. В 1981 году завоевала первый приз на Национальном конкурсе исполнителей канадской музыки имени Экхардт-Граммате. В 1982 году переехала во Францию, где училась в Париже у Ивонны Лорио, Клода Эльфера, Джея Готтлиба и Доминика Мерле.
В годы жизни в Европе выступала во многих странах континента как солистка и вместе с различными камерными ансамблями, включая парижский Ensemble Alternance, Штутгартский духовой квинтет и лондонский квартет Ардитти, а также с Филармоническим оркестром Радио Франции. В 1986 году выиграла Международный конкурс современной музыки в Сен-Жермен-ан-Ле, а в 1989 году завоевала первый приз по фортепиано Международного конкурса новых исполнителей «Гаудеамус» в Роттердаме. В ходе визитов в Канаду выступала на Радио CBC, играла с такими коллективами, как Монреальский симфонический оркестр и Оркестр Национального центра искусств, а в 1988 году участвовала в турне Молодежного оркестра Квебека. К 2003 году записала шесть сольных альбомов и более десятка дисков в сотрудничестве с другими музыкантами. Особую известность получила как интерпретатор современной классики, в том числе работ Мессиана и Айвза, представляла премьеры произведений канадских композиторов Сержа Прово, Хосе Эванхелисты и Мишеля Гоннвилля. Критики отмечают безукоризненную технику и высокую энергию исполнения пианистки.
Вернувшись в Канаду, с 1996 года преподавала в Квебекской консерватории в Монреале, где в 2005—2007 годах возглавляла отделение клавишных инструментов. В 2009 году участвовала в записи саундтрека для французского кинофильма «Матери и дочери», для которого исполняла произведения Грига и Алькана.

## Награды и звания
- 5 первых призов в годы учебы в Квебекской консерватории в Монреале, в том числе в камерной музыке (1979) и в фортепиано (1980)[2]
- Первый приз, Национальный конкурс Экхардт-Граммате (1981)[1]
- Первый приз, Международный конкурс современной музыки, Сен-Жермен-ан-Ле (Франция, 1986)[1]
- Первый приз по фортепиано, Международный конкурс новых исполнителей «Гаудеамус», Роттердам (1989)[1]
- Женщина года по версии Salon de la femme в номинации «Искусство» (Монреаль, 1989)[1][3]
- Премия Фландрии-Квебека в области современной классической музыки (1991)[1]
- Премия «Опус» от Совета Квебека по музыке: в номинации «дирижер или солист года» (1997)[2], в номинации «Исполнитель года» (2010, 2015), в номинации «Запись года — современная музыка» (2012: Serge Arcuri — Migrations, 2016: Sofia Gubaidulina — Musique de chambre с квартетом Молинари)[3]
- Член ордена Канады (2001)[4]
- Офицер Национального ордена Квебека (2005)[2]
- Лауреат Премии генерал-губернатора в области исполнительских искусств (2019)[5]
- Рыцарь ордена Монреаля (2024)[6]